# Torce (Teverga)
Torce es una parroquia del concejo de Teverga, en el Principado de Asturias (España). Alberga una población de 16 habitantes (INE 2006) en 16 viviendas. Ocupa una extensión de 7,51 km². Está situada a 8,5 km de la capital del concejo. Su templo parroquial está dedicado a Santa Eulalia.

## Barrios
- Torce